# Operacija Flavius
 Operacija Flavius bila je intervencija koju su britanske specijalne snage (SAS) izvele 6. ožujka 1988. u Gibraltaru protiv IRA-inih članova sa zadatkom sprječavanja planiranog bombaškog napada.

## Dešavanje
Britanske specijalne zračne snage (SAS) ubile su tri člana IRA-e 6. ožujka 1988.; Dana McCanna, Seána Savagea i Mairéada Farrella u Gibraltaru. SAS-ovi vojnici dobili su zapovijed uhititi i zaustaviti IRA-u da ne dođe do eksplozije bombe.

## Nasljedstvo
Michael Stone, pripadnik Ulsterske obrambene udruge bacio je 16. ožujka 1988. bombu i pucao je automatskim oružjem prema ožalošćenima koji su bili na pokopu triju članova IRA -e, i to je bio tzv. Masakr u Milltownu.
Britanska vojska je kritizirana, između ostalih od Ujedinjenih Naroda, pošto su članovi IRA-e bili nenaoružani, no vojska je odgovorila da oni uvijek moraju pretpostaviti da su članovi IRA-e naoružani. Vojni sud slijedio je vojnu liniju i zaklučio da su vojnici postupili ispravno. 